# Bulbophyllum leptobulbon
Bulbophyllum leptobulbon là một loài phong lan thuộc chi Bulbophyllum.